# Coladenia
Coladenia là một chi bướm ngày thuộc họ Bướm nâu.